# Ottavio Tiby
Ottavio Tiby (Palermo, 19 maggio 1891 – Palermo, 4 dicembre 1955) è stato un etnomusicologo e pubblicista italiano; fu uno dei pionieri dello studio accademico della musica popolare siciliana.

## Biografia
Nacque a Palermo dove si diplomò in composizione nel 1921.
Oltre ad essere uno dei più autorevoli esperti della musica popolare siciliana, pubblicò numerosi scritti, tra i più importanti figurano La musica bizantina, teoria e storia (1938) e La musica in Grecia e a Roma (1942).
Dal 1940 al 1944 è stato insegnante al Conservatorio Santa Cecilia di Roma di acustica e organologia.